# Gerichtsbezirk Melk
Der Gerichtsbezirk Melk ist einer von 24 Gerichtsbezirken in Niederösterreich und ist deckungsgleich mit dem Bezirk Melk. Der übergeordnete Gerichtshof ist das Landesgericht Sankt Pölten.

## Gemeinden
Einwohner: Stand 1. Jänner 2024

### Städte
- Mank (3354)
- Melk (5674)
- Pöchlarn (4025)
- Ybbs an der Donau (5644)

### Marktgemeinden
- Artstetten-Pöbring (1269)
- Bischofstetten (1208)
- Blindenmarkt (2768)
- Dunkelsteinerwald (2422)
- Emmersdorf an der Donau (1784)
- Erlauf (1139)
- Golling an der Erlauf (1488)
- Hürm (2013)
- Kilb (2587)
- Klein-Pöchlarn (1059)
- Krummnußbaum (1686)
- Leiben (1343)
- Loosdorf (3890)
- Marbach an der Donau (1699)
- Maria Taferl (979)
- Neumarkt an der Ybbs (2120)
- Nöchling (1027)
- Persenbeug-Gottsdorf (2158)
- Petzenkirchen (1612)
- Pöggstall (2390)
- Raxendorf (1025)
- Ruprechtshofen (2342)
- Schönbühel-Aggsbach (942)
- Sankt Leonhard am Forst (3053)
- Sankt Martin-Karlsbach (1621)
- Weiten (1109)
- Yspertal (2006)

### Gemeinden
- Bergland (1877)
- Dorfstetten (563)
- Hofamt Priel (1708)
- Kirnberg an der Mank (1109)
- Münichreith-Laimbach (1630)
- Sankt Oswald (1129)
- Schollach (1071)
- Texingtal (1697)
- Zelking-Matzleinsdorf (1200)

## Geschichte
Der Gerichtsbezirk Melk existierte bereits 1910, damals jedoch noch nicht in der jetzigen Form. Die vorletzte Änderung gab es mit Wirkung vom 1. Juli 2002, als der ehemalige Gerichtsbezirk Mank aufgelöst und dessen Gemeinden dem Gerichtsbezirk Melk angeschlossen wurden. Am 1. Jänner 2014 wurde der Gerichtsbezirk Ybbs aufgelöst und die Gemeinden ebenfalls dem Gerichtsbezirk Melk zugewiesen.